# Nola bistriga
Nola bistriga är en fjärilsart som beskrevs av Heinrich Benno Möschler 1890. Nola bistriga ingår i släktet Nola och familjen trågspinnare. Inga underarter finns listade i Catalogue of Life.